# International Islamic Relief Organization
Pour les articles homonymes, voir Secours islamique (homonymie).
L'International Islamic Relief Organization (IIRO, français : Organisation Internationale de Secours islamique, arabe : هيئة الإغاثة الإسلامية العالمية, al-Ighata al-Islamiya al-'alamiya) est une organisation caritative créée en 1978 et dont le siège est à Jeddah en Arabie saoudite. Son secrétaire général est, en 2011, Adnan Khalil Basha.
La branche indonésienne de l'organisation est placée sur la liste officielle des organisations et personnes considérées par l'ONU comme proches d'Al-Qaïda ou des talibans depuis le 9 novembre 2006 et des organisations considérées comme terroristes par les États-Unis et la branche Philippine est classée comme organisation terroriste par les États-Unis en août 2006.
À ne pas confondre avec le Secours islamique (Islamic Relief Worldwide), autre organisation humanitaire.

## Dénominations
Cette organisation est connue sous les noms suivant : هيئة الإغاثة الإسلامية العالمية, al-Ighata al-Islamiya al-'alamiya, Al Igatha Al-Islamiya, Hayat al-Aghatha al-Islamia al-Alamiya, Organisation internationale islamique de secours, International Islamic Relief Agency, International Islamic Relief Organization, International Relief Organization, Islamic Relief Organization, Islamic World Relief, International Islamic Aid Organization, Islamic Salvation Committee, The Human Relief Committee of the Muslim World League, World Islamic Relief Organization.

## Historique
L'IIRO fut fondée par un décret royal du 29 janvier 1979. Farid Yasin al-Qurashi la mit en place et en fut le directeur jusqu'en 1993.
Cette structure est directement placée sous la tutelle de la Ligue islamique mondiale, elle-même considérée comme l'instrument politique des oulémas d'Arabie saoudite.
Cela lui permet d'échapper au contrôle budgétaire du ministère des Affaires religieuses et du waqf en Arabie saoudite.
Les fonds que rapportent la zakat et les dons sont gérés par la Fondation Sanabil Al Khair.
De 1991 à 1996, l'IIRO a publié quelques rapports d'activités. Jusqu'en 1998, elle distribuait également un bulletin trimestriel en anglais. Depuis, l'opacité de l'organisation a beaucoup contribué à sa mauvaise réputation. Sur son site Internet réactualisé en 2007, l’IIRO donnait simplement des informations sur le montant de ses dépenses et non sur l’origine de ses ressources. Les chiffres publiés en rials saoudiens porté la somme peu vraisemblable de 1,9 milliard d’euros en 2005-2006.

## Activités humanitaires
À partir de 1982, l'organisation s'implante au Pakistan pour aider les réfugiés victimes de la guerre d'Afghanistan.
À partir de 1987, elle travaille en Somalie, plongée depuis l'année précédente dans la guerre civile.
L'organisation a également versé des fonds aux acteurs de l'intifada palestinienne et des indemnités aux victimes des opérations militaires israéliennes dans les territoires palestiniens.
L'IIRO a envoyé de la nourriture aux victimes du tremblement de terre du 26 décembre 2004 dans l'océan Indien et des colis à celles du tremblement de terre du 8 octobre 2005 dans le Cachemire.
En 2010, selon son directeur, l'IIRO a aidé certains 2,9 millions de personnes dans 58 pays, 29 296 orphelins parrainés par 21 pays asiatiques, africains et européens, et administré 30 orphelinats et ses activités ont généré 45 millions de rials saoudiens de revenus (~ 5 millions d'euros).
Mais ces activités sont couplées avec un prosélytisme militant d'un islam wahhabite.

## Activités politiques et soutien au terrorisme présumé
Cependant, les branches indonésiennes et philippines de l'IIRO sont aussi accusée par les Nations unies, les États-Unis d'Amérique et d'autres pays comme les Philippines, l'Indonésie et la Croatie, de faire davantage de politique que d'humanitaire, et même de soutenir le terrorisme islamiste.
Présent aux Philippines depuis septembre 1991, le beau-frère d'Oussama ben Laden et directeur de l'IIRO à Manille, Mohamed Jamal Khalifah, est expulsé par les autorités en novembre 1994 après avoir été accusé d'avoir financé des camps d'entraînement du groupe Abu Sayyaf. Sur la cinquantaine d'orphelinats prétendument construits par cet organisme dans ce pays, un seul le fut effectivement.
Durant les guerres de Bosnie et du Kosovo, l'IIRO a contribué au financement des forces musulmanes.
Une note de la DGSE du 24 juillet 2000 mentionne notamment un virement de 4,5 millions de dollars au profit du chef d'Al-Qaïda, Oussama ben Laden. Un livre consacré au mouvement terroriste, Al-Qaïda vaincra, reproduit une autre note de la DGSE, cette fois datée du 9 janvier 2001, décrivant le camp de Darunta en Afghanistan, où étaient formés les jihadistes jusqu'en 2001. La note indique, que ce camp a été édifié grâce à des fonds provenant notamment de l'IIRO.
Le bureau américain de l'IIRO a été perquisitionné en 2002 sur la base de soupçons d'apports financiers importants à l'organisation Al-Qaida.
Le 22 septembre 2005, un juge fédéral new-yorkais, Richard Casey, reçoit la plainte déposée contre l'IIRO par des victimes des attentats du 11 septembre 2001.
Depuis le 3 août 2006, les branches indonésiennes et philippines l'IIRO figurent sur la liste officielle des organisations de financement du terrorisme du département du Trésor et un de ses directeurs exécutifs, Abdul al Hamid al Mujil, considéré un des financiers du terrorisme et impliqué dans l'opération Bojinka est sur la liste des personnes sujettes aux sanctions de l'ONU.
Une résolution du Conseil de sécurité des Nations unies classe les branches philippine et indonésienne de l'IIRO comme faisant partie des organisations soutenant Al-Qaïda en 2006 , et elle depuis sur la liste du Comité créé par la résolution 1267 (1999).
L'auteur Abdel-Rahman Gandour écrit dans son enquête Jihad humanitaire que l'IIRO semble accorder davantage d'importance à la diffusion du wahhabisme qu'à l'apport effectif de secours.
Plusieurs de ses membres ou anciens employés ont été soupçonnés d'être en rapport direct avec des activités terroristes :
- Les opérations de l’IIRO à Peshawar ont été dirigées par Talaat Fouad Abdul Qasim, un membre du Gamaa al-Islamiya, un groupe islamique égyptien[17], qui, condamné à mort par contumace dans son pays, sera capturé par les États-Unis en Croatie en septembre 1995 et exécuté au Caire en 1998[18].
- le Bangladais Syed Abou Nasir, qui travailla pour l'IIRO jusqu'en 1992, est arrêté en Inde le 19 janvier 1999 avec des explosifs alors qu'il s'apprêtait à poser des bombes devant trois représentations diplomatiques américaines[19],[20];
- l´Égyptien Mahmoud Jaballah arrêté au Canada sous un certificat de sécurité depuis août 2001[21].
- l'Émirati Fayez Banihammad qui se trouvait à bord du vol 175 United Airlines qui s'écrasa contre la Tour sud du World Trade Center lors des attentats du 11 septembre 2001[22];
- l'Algérien Mustafa Ahmed Hamlily, qui a été arrêté par la police pakistanaise le 25 mai 2002, incarcéré à la prison de Guantanamo et rapatrié le 2 juillet 2008[23]

## Sources
- Fiche et historique sur l'Observatoire de l'Action Humanitaire
- Abdel-Rahman Ghandour, Jihad humanitaire : Enquête sur les ONG islamiques, Paris, Flammarion, 2002.
- Jürgen Elsässer, Comment le djihad est arrivé en Europe, Xenia, 2006.
- Globalterrorwatch Fiche Gama'ah al-Islamiyyah